# بخش آردل، شهرستان اوتر تیل، مینه سوتا
بخش آردل (به انگلیسی: Aurdal Township) یک منطقهٔ مسکونی در ایالات متحده آمریکا است که در شهرستان اوتر تیل، مینه‌سوتا واقع شده‌است.
 بخش آردل ۹۱٫۱ کیلومتر مربع مساحت و ۱٬۳۶۲ نفر جمعیت دارد و ۴۰۵ متر بالاتر از سطح دریا واقع شده‌است.